# Sidney Johnson
Sidney B. „Sid” Johnson – amerykański przeciągacz liny.
Wystąpił tylko na igrzyskach w Saint Louis. Startował w barwach klubu Milwaukee Athletic Club (chociaż tak naprawdę Johnson pochodził z Chicago). Wraz z kolegami z klubu wygrał wszystkie trzy spotkania i zdobył złoto olimpijskie.